# آرشي أ. بيك
آرشي أ. بيك (بالإنجليزية: Archie A. Peck)‏ هو عسكري أمريكي، ولد في 22 نوفمبر 1894 في نيويورك في الولايات المتحدة، وتوفي في 15 سبتمبر 1978.